# Aljaksandr Uszinau
Aljaksandr Uszinau (belarussisch Аляксандр Усцінаў, engl. Transkription Aliaksandr Ustsinau; * 20. November 1978) ist ein ehemaliger belarussischer Biathlet, der seine größten Erfolge in der Teildisziplin Crosslauf-Sommerbiathlon feiern konnte und in der ersten Hälfte der 2000er Jahre zu den besten Athleten auf internationaler Ebene gehörte.
Aljaksandr Uszinau kam zunächst international im klassischen Winter-Biathlon zum Einsatz. Seine ersten bedeutenden Rennen bestritt er bei den Biathlon-Juniorenweltmeisterschaften 1997 in Forni Avoltri und belegte die Plätze 49 im Einzel und zehn im Sprint. Bei den Männern nahm er nur bei den Biathlon-Europameisterschaften 2000 in Kościelisko bei einem Großereignis und wurde 41. des Einzels.
Weitaus erfolgreicher war Uszinau im Sommer. Hier nahm er erstmals 1998 in Osrblie an Sommerbiathlon-Weltmeisterschaften teil und wurde 24. in Sprint und Verfolgung. Noch bessere Ergebnisse erreichte er 2000 in Chanty-Mansijsk. Im Sprint erreichte er als Zehnter erstmals die Top Ten, fiel im Verfolgungsrennen auf Rang 21 zurück und kam mit Iwan Pesterew, Denis Bystrik und Sjarhej Nowikau auf Platz fünf im Staffelrennen. 2001 gewann Uszinau in Jamrozowa Polana mit Oleksij Ajdarow, Rustam Waliullin und Iwan Pesterew din Titel im Staffelrennen und erreichte damit seinen größten internationalen Erfolg. 2002 musste er sich in Jablonec nad Nisou mit Pesterew, Nowikau und Wadim Saschurin im Staffelrennen einzig Russland geschlagen geben. Ein Jahr später verpasste er mit Nowikau, Pesterew und Saschurin in Forni Avoltri mit dem vierten Rang vorliebnehmen. Im Sprint wurde er 12., im Verfolger Elfter und im Massenstartrennen Achter. 2004 wiederholte Uszinau in Osrblie an der Seite von Aljaksandr Syman, Rustam Waliullin und Iwan Pesterew seinen größten Erfolg und gewann erneut Staffel-Gold. Im Sprint verpasste er als Viertplatzierter knapp eine erste Einzelmedaille, im Verfolgungsrennen wurde er Sechster, im Massenstartrennen 15. 2005 gewann die belarussische Staffel mit Uszinau, Nowikau, Waliullin und Syman in Muonio die Bronzemedaille im Staffelrennen und hinter Alexander Katschanowski und Aljaksandr Syman mit ebenfalls Bronze im Sprint seine erste und einzige Einzelmedaille. Weitere Medaille verpasste er als Viertplatzierter im Verfolger und dem Massenstart denkbar knapp. Seine letzte Medaille gewann er 2006 in Ufa mit Tazzjana Schyntar, Natallja Sakalowa und Wital Perzau im erstmals ausgetragenen Mixed-Staffelrennen, dass die Staffelrennen der Geschlechter ersetzte. Zudem wurde er Siebter im Sprint und Elfter in der Verfolgung. Bei seinen letzten Weltmeisterschaften 2007 in Otepää verpasste Uszinau mit Hanna Zwetawa, Natallja Sakalowa und Dsmitryj Frydman zum zweiten Mal in einem Staffelrennen als Viertplatzierter knapp den Gewinn einer Medaille. Im Sprint kam er auf den 13., im Verfolgungsrennen auf den 12. Rang.